# Drepanocanthoides walshii
Drepanocanthoides walshii är en skalbaggsart som beskrevs av Horn 1870. Drepanocanthoides walshii ingår i släktet Drepanocanthoides och familjen Aphodiidae. Inga underarter finns listade i Catalogue of Life.